# Megachile philinca
Megachile philinca är en biart som beskrevs av Cockerell 1912. Megachile philinca ingår i släktet tapetserarbin, och familjen buksamlarbin. Inga underarter finns listade i Catalogue of Life.